# بندیکت روکر

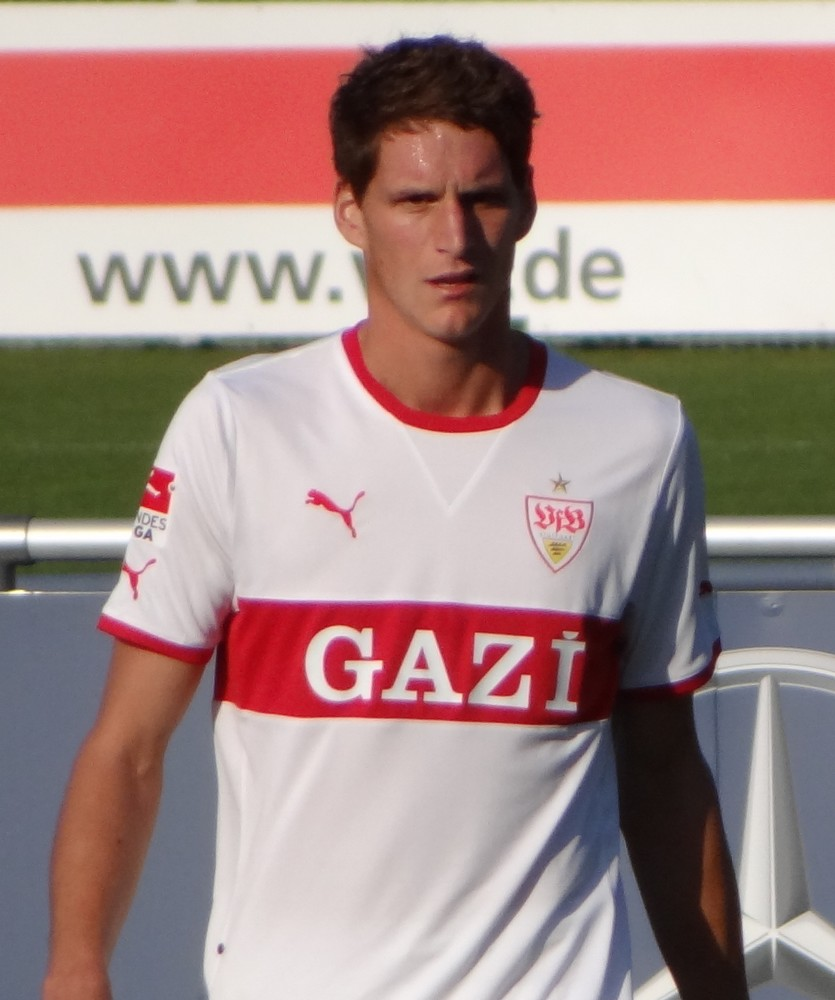
بندیکت روکر - ۲۰۱۱

بندیکت روکر (انگلیسی: Benedikt Röcker؛ زادهٔ ۱۹ نوامبر ۱۹۸۹) یک بازیکن فوتبال اهل آلمان است که در پست مدافع بازی می‌کند.
از باشگاه‌هایی که در آن بازی کرده‌است می‌توان به باشگاه فوتبال اشتوتگارت و گروتر فورث اشاره کرد.